# Musée d'Art du Parlement de São Paulo

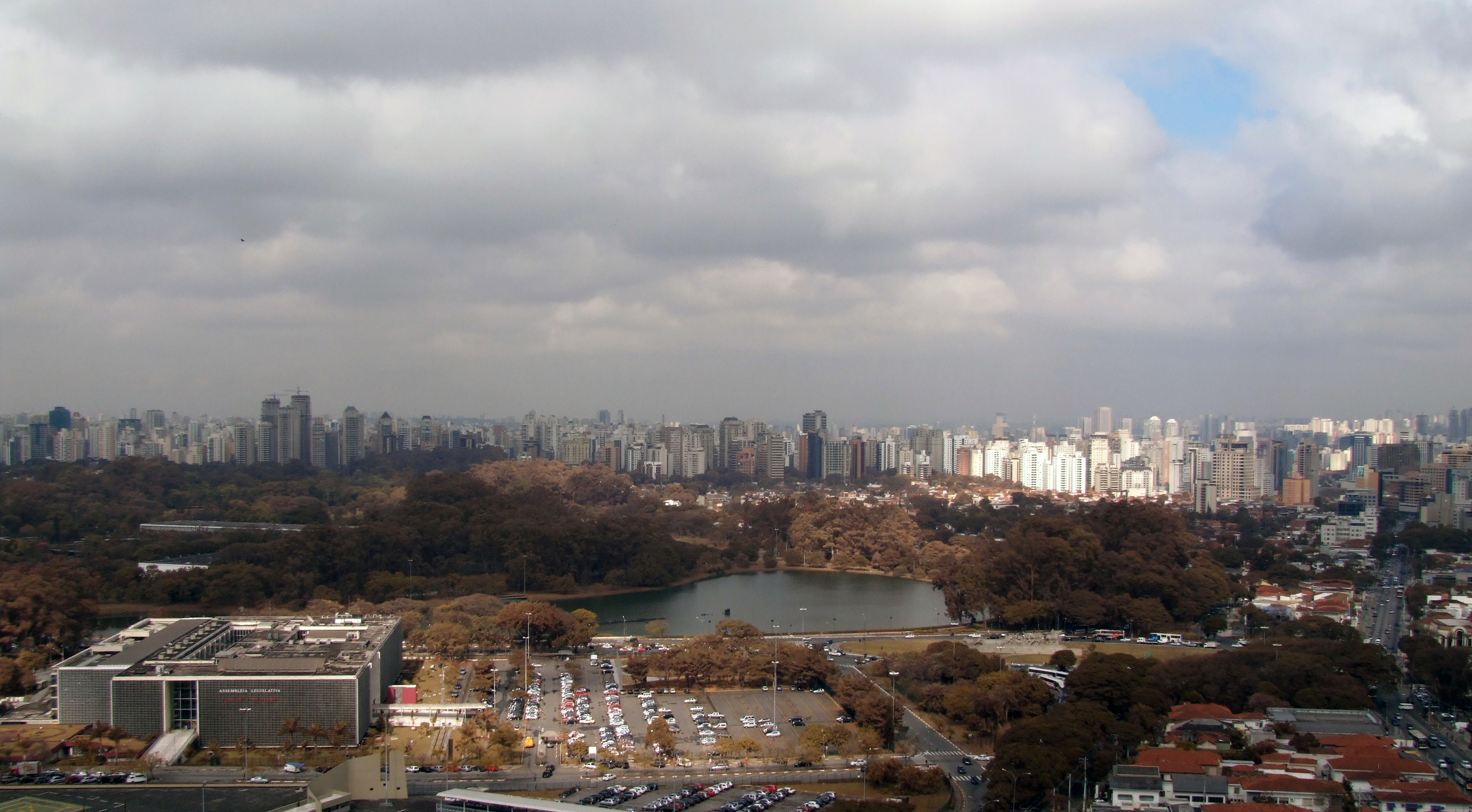
Musée d'Art du Parlement de São Paulo

Le Musée d'Art du Parlement de São Paulo (Museu de Arte do Parlamento de São Paulo) est un musée d’art contemporain situé dans le Palacio 9 de Julio, siège de la Assemblée législative de l'État de São Paulo. Le Palais est situé dans le sud de la ville de São Paulo, en face du Parc d'Ibirapuera.

## Histoire
Le Musée d'Art du Parlement de São Paulo a été fondé en 2002 et il est géré par le Département du Patrimoine Artistique de l’Assemblée législative de São Paulo. Depuis sa fondation et jusqu'en 2012, la coordination du musée a été confiée à Emanuel von Lauenstein Massarani, historien, journaliste, diplomate, Surintendant du Patrimoine Culturel de l'Assemblée Assemblée législative de l'État de São Paulo, et Président de l'IPH - Institut pour la Récupération du Patrimoine Historique de l'État de São Paulo .

## Organisation
Le musée recueille des peintures, des sculptures, des gravures, des céramiques et des photos, qui explorent les diverses formes de l'art contemporain brésilien.
En 2012 la collection compte plus de 1 200 œuvres, y compris les sculptures du Musée de Sculpture en Plein Air, Museu da Sculptura ao Ar Livre, qui se trouvent dans le Parc du Parlement.
L'objectif du musée est de promouvoir les œuvres de la collection d’art du Parlement, le Musée de Sculpture en plein air, et de transformer le Parlement en un site important pour la diffusion de l'art et de la culture pour la ville. Dans le respect des critères muséologiques du thème, du style et du genre, les œuvres d'art se trouvent à chaque étage du Parlement.
Entre autres, le musée possède des œuvres de Gustavo Rosa (pt), Francisco Rebolo (en), Romero Britto, Marcos Garrot (pt), Denise Barros (d), Ricardo Augusto (pt), Carlos Araújo, Joseph Pace (en), Nishio (Katsunori Nishio), Auro Okamura et Sergio Valle Duarte.